# Mario Antonio Cargnello
Mario Antonio Cargnello (ur. 20 marca 1952 w San Fernando del Vale de Catamarca) – argentyński duchowny katolicki, arcybiskup Salta od 1999.

## Życiorys
Święcenia kapłańskie otrzymał 8 listopada 1975.

## Episkopat
7 kwietnia 1994 został mianowany biskupem diecezji Orán. Sakry biskupiej udzielił mu 24 czerwca 1994 biskup Elmer Osmar Ramón Miani.
24 czerwca 1998 papież Jan Paweł II mianował go arcybiskupem koadiutorem Salta. Rządy w diecezji objął 6 sierpnia 1999 po przejściu na emeryturę poprzednika.
W listopadzie 2011 został wybrany II wiceprzewodniczącym Konferencji Episkopatu Argentyny.